# Краснохолмский район (Оренбургская область)
Краснохолмский район — административно-территориальная единица в составе Оренбургской и Оренбургско-Тургайской губерний, Средневолжской области, Средневолжского края, Оренбургской и Чкаловской областей, существовавшая в 1920—1922, 1927—1930 и 1935—1963 годах. Административный центр — село Краснохолм.
Впервые Краснохолмский район был образован 25 марта 1920 года в составе Оренбургской губернии. В июле-декабре 1920 года входил в состав Оренбургско-Тургайской губернии. 16 февраля 1922 года Краснохолмский район был упразднён, а его территория передана в Оренбургский район.
Вторично Краснохолмский район был образован в 1927 году в составе Оренбургской губернии. В 1928 году Оренбургская губерния была упразднена и район вошёл в состав Оренбургского округа Средневолжской области (с 1929 — края). 2 августа 1930 года Краснохолмский район был вновь упразднён, а его территория передана в Оренбургский район.
Третий раз Краснохолмский был образован в 1935 году в составе Оренбургской (в 1938—1957 — Чкаловской) области.
По данным 1945 года включал 8 сельсоветов: Городищенский, Димитровский, Зубочистенский, Краснохолмский, Никольский, Ново-Озернинский, Филипповский и Чесноковский.
По данным 1960 года район включал 8 сельсоветов: Городищенский, Димитровский, Зубочистенский, Зубочистенский-2, Краснохолмский, Нижне-Озернинский, Никольский и Чесноковский.
1 февраля 1963 года Краснохолмский район был упразднён, а его территория передана в Оренбургский район.